# Реставрація у Швейцарії
Процеси Реставрації та Регенерації у Швейцарії тривали з 1814 по 1847 роки. Реставрація охоплює часовий проміжок з 1814 по 1830 роки, коли було повернуто Старий порядок (федералізм), скасовано централістські реформи, запроваджені Наполеоном Бонапартом у Гельветійській республіці з 1798 року та частково відновлено стару систему Акта про медіацію 1803 року. Регенерація охоплює проміжок з 1830 по 1848 роки, коли після Липневої революції відновлений Старий порядок протистояв ліберальному руху. У протестантських кантонах сільське населення вимагало прийняття ліберальних кантональних конституцій, інколи вдаючись до збройних походів на міста. Це спричинило консервативну реакцію в католицьких кантонах у 1830-х роках, яка 1847 року вилилася в громадянську війну.

## Реставрація

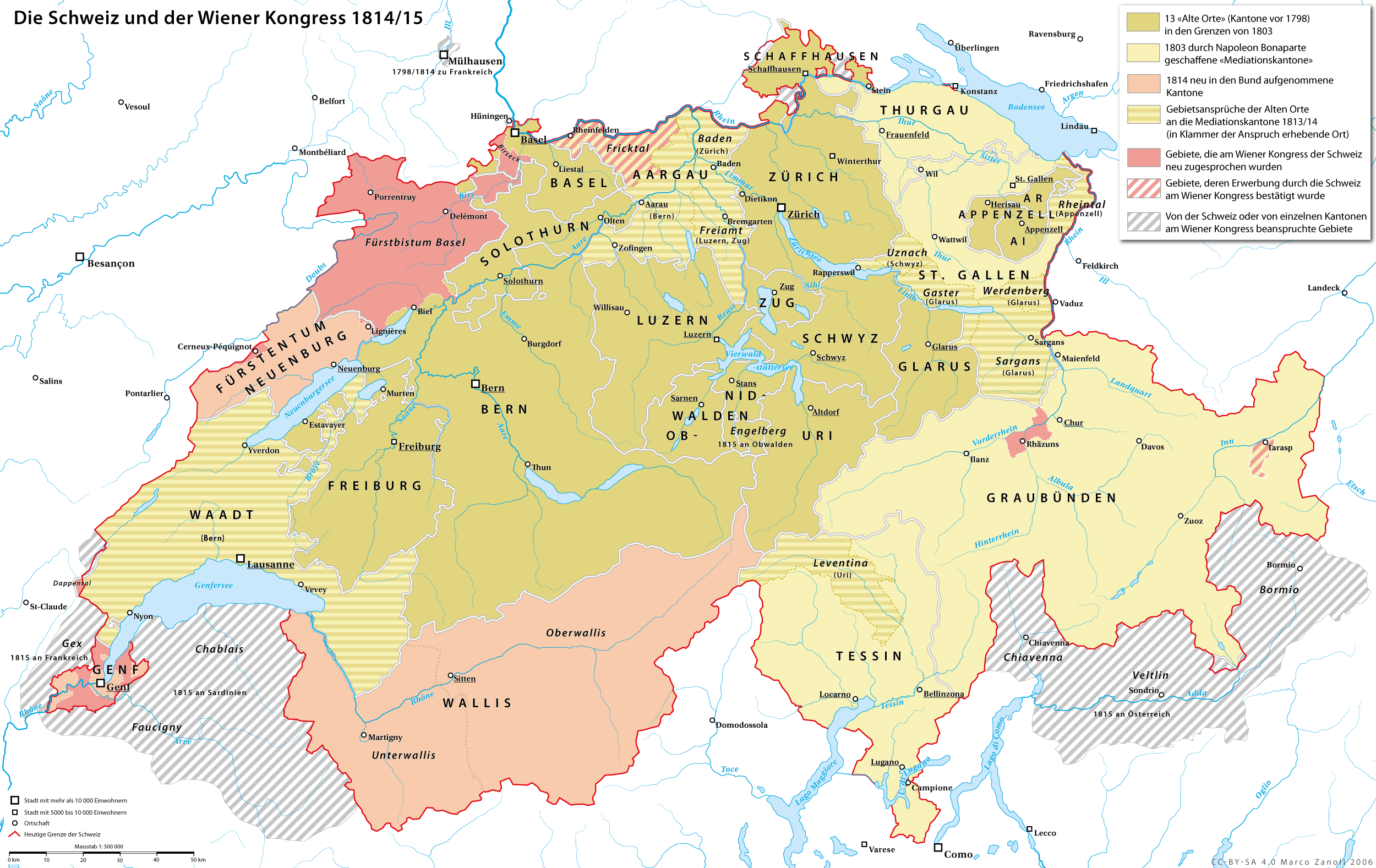
Реорганізація та розширення Швейцарії під час Віденського конгресу 1814 року

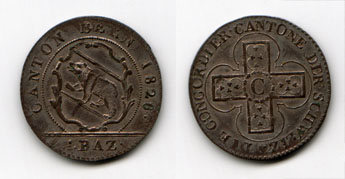
Конкордатський бацен (зі швейцарським хрестом на звороті), викарбуваний у Берні (1826)

У кінці грудня 1813 року, коли падіння Наполеона стало неминучим, дію Акта про медіацію було призупинено, і в усіх кантонах Швейцарії почалися тривалі дискусії щодо майбутніх конституцій.
Тагзатцунг (збір делегатів з усіх дев'ятнадцяти кантонів), що проходив з 6 квітня 1814 по 31 серпня 1815 року (так звані Довгі збори) зібрався в Цюриху для заміни конституції. Збори лишалися паралізованими до 12 вересня, коли Вале, Невшатель і Женева стали повноправними членами Конфедерації. Це збільшило кількість кантонів до 22. Однак збори не досягли значного прогресу до Віденського конгресу.

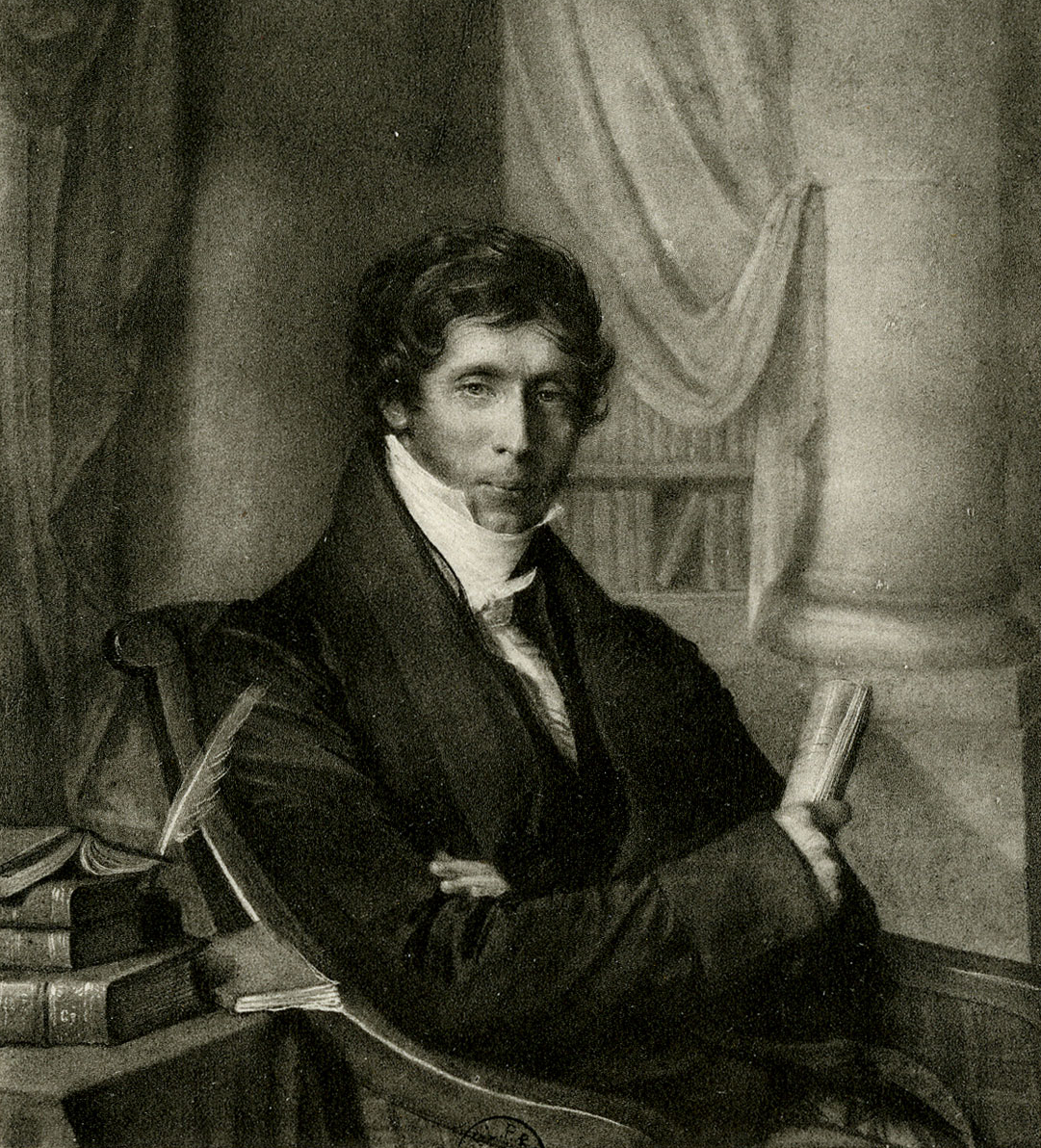
Шарль Пікте де Рошмон

На Віденському конгресі (18 вересня 1814 — 9 червня 1815) Швейцарська конфедерація була представлена делегацією з трьох консервативних політиків: Ганс фон Райнгард, Йоганн Генріх Віланд та Йоганн фон Монтенах, а також низкою неофіційних лобістів, які намагалися вплинути на реорганізацію країни, таких як Фредерік-Сезар де ла Гарп, який за підтримки свого колишнього учня, російського імператора Олександра I агітував за незалежність Во від Берну — хоча, з іншого боку, де ла Гарп виступав проти створення федеральної держави на користь об'єднаної швейцарської республіки. Крім того, де ла Гарп та його друг Анрі Моно лобіювали імператора Олександра, який, зі свого боку, переконав інші союзні держави, що виступали проти Наполеона, визнати незалежність Во та Ааргау, попри спроби Берну повернути їх як свої підлеглі території.
Офіційна делегація мала завдання забезпечити визнання швейцарського нейтралітету, але їхні зусилля були ускладнені заплутаною павутиною міжкантональних чвар та різних політичних програм, що знижувало інтерес великих європейських держав до швейцарських справ. 20 березня Конгрес завершив декларацію про майбутній статус Швейцарії, включаючи визнання території 19 кантонів згідно з Актом про медіацію (передбачаючи фінансову компенсацію для тих кантонів, які втратили території на користь новоутворених) та визнання Вале, Невшателя та Женеви як частини Швейцарії, тоді як Вальтелліна, К'явенна та Борміо були відокремлені від Граубюндену та приєднані до складу Ломбардо-Венеційського королівства.
Визнання швейцарського нейтралітету залишалося невирішеним, і 20 травня, після повернення Наполеона з Ельби, швейцарський Тагзатцунг піддався тиску союзників й оголосив війну Франції, дозволивши прохід союзницьких військ через швейцарську територію. Швейцарські війська, очолювані генералом фон Бахманом рушили в напрямку Франш-Конте без відповідного наказу з боку зборів, але були відкликані. Французька фортеця в Унінгу поблизу Базеля була взята австрійськими та швейцарськими військами в облогу та здалася 28 серпня. Швейцарці були особливо зацікавлені в облозі цієї фортеці після того, як її командир, генерал Жозеф Барбанегр, відкрив вогонь по місту Базель.
Паризька мирна угода від 20 листопада містила фінансову компенсацію для Швейцарії, а також набуття невеликої території, яка з'єднала кантон Женева (раніше анклав) з Во. Найважливіше те, що за договором постійний нейтралітет Швейцарії визнавали всі європейські держави.
З 1814 року незалежно розроблялися кантональні конституції, які загалом відновлювали пізнофеодальний лад XVII—XVIII століть. Тагзатцунг був реорганізований Союзною угодою від 7 серпня 1815 року.
Тагзатцунг відновив старий прапор, що складався з білого хреста на червоному тлі, на його ж основі створено печатку та герб конфедерації.

## Кінець Реставрації

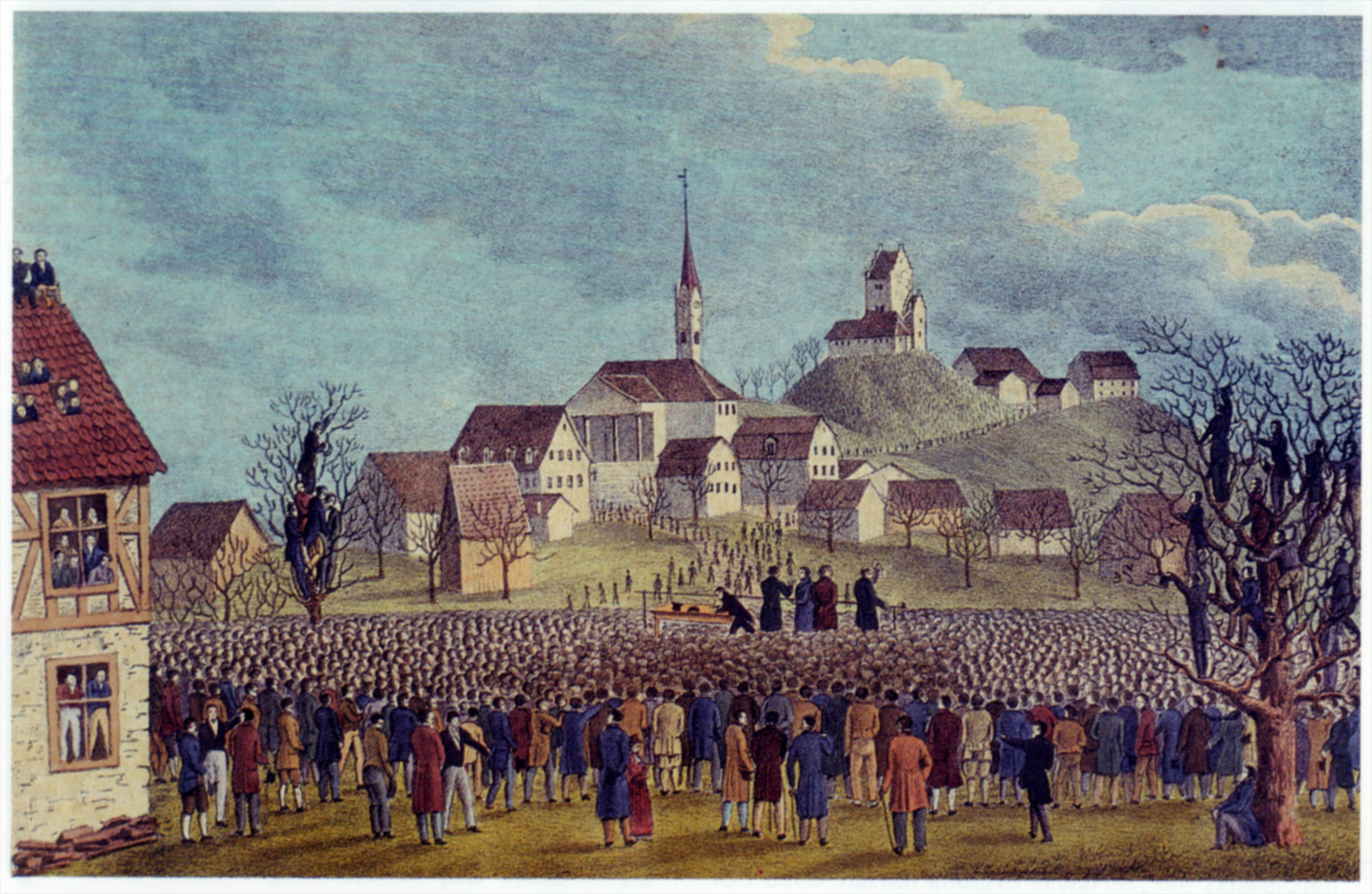
Устерські збори поблизу Цюриха 22 листопада 1830 року

Після французької Липневої революції 1830 року проведено низку великих зборів, що закликали до нових кантональних конституцій. Оскільки кожен кантон мав свою конституцію, збори в кожному кантоні торкалися різних конкретних питань, але всі вони мали дві основні вимоги. По-перше, вони закликали до мирного коригування конституцій, змінюючи спосіб розподілу місць у місцевих законодавчих органах і в Тагзатцунгу. Зокрема, вони виступали проти того, що, на їхню думку, було надмірним представництвом кантональної столиці в уряді. По-друге, вони шукали спосіб змінити конституцію. Дуже мало кантонів навіть мали спосіб змінити або модифікувати конституції, і жоден з них не дозволяв вносити громадські ініціативи.
Перше зібрання відбулося поблизу Вайнфельдена в Тургау у жовтні та листопаді 1830 року. У листопаді відбулися зустрічі у Воленшвілі, Ааргау, потім у Зурзее, Люцерн, і нарешті Устертаг поблизу Устера, Цюрих. У грудні відбулися три зібрання в кантоні Санкт-Галлен: у Ваттвілі, Альтштеттені та Санкт-Галленкаппелі, а також у Бальсталі в Золотурні. Останні збори відбулися в Мюнзінгені в Берні в січні 1831 року.
Промови та статті, що звітували про зібрання, набули великого поширення та стали дуже популярними. Натовпи зазвичай були добре вихованими та поводилися ввічно. Наприклад, у Воленшвілі повідомлялося, що вони зустрілися «в несподівано спокійній обстановці з гідністю і повним порядком». Навіть в кантонах Ааргау і Санкт-Галлен, де натовп маршував вулицями Аарау та Санкт-Галлена, протестний марш був мирним. Після зібрань та маршів кантональні уряди швидко піддалися вимогам зібрань і внесли зміни до своїх конституцій.

## Регенерація

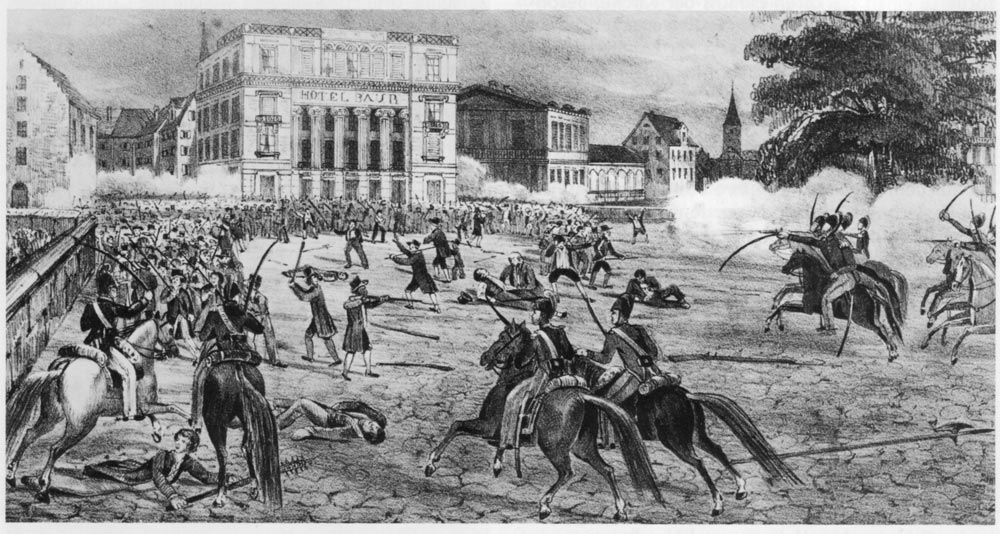
Цюрихський путч: сутички на площі Парадеплац у Цюриху

Цей «регенерований» стан справ означав, що патриціат і вільні міста відновили багато зі своєї колишньої влади на шкоду сільському населенню, що призвело до повстань і насильницьких конфліктів, таких як Цюрихський путч 1839 року. Деякі республіканські досягнення були збережені, зокрема скасування підлеглих територій, збереження Ааргау і Тургау як незалежних кантонів, і гарантія рівних політичних прав для всіх чоловіків-громадян кантону. У Базелі конфлікт призвів до розколу Базель-Штадту і Базель-Ланду у 1833 році. Подібним чином кантон Зовнішній Швіц (нім. Ausserschwyz) тимчасово відокремився від кантону Швіц у 1831 році, але був знову об'єднаний зі Швіцом у 1833 році після розробки рівноправної конституції. З 1830 року демократичні сили перебували на підйомі. Радикально-демократична партія Швейцарії уособлювала ці демократичні сили. Вимоги нової федеральної конституції з тіснішими відносинами між різними кантонами та правами для окремих громадян приходили з кіл Радикальної партії Швейцарії та ліберальних груп, таких як спілка «Молода Швейцарія» (фр. La Jeune Suisse). Насправді ж групу «Молода Швейцарія» створила Радикальна партія з метою розворушити лібералів на підтримку цих ідей у всіх кантонах Швейцарії.
Центральними вимогами ліберальних груп, таких як «Молода Швейцарія», були скасування цензури, відокремлення церкви від держави, народний суверенітет і представницька демократія. Також включалися вимоги щодо уніфікованої монетарної системи. Ці реформи, особливо економічні, мали б зміцнити торгівлю, промисловість та банківську справу в Швейцарії. Однак монетарні реформи викликали найбільший спротив. Опозиція цим економічним вимогам була завуальована релігійною риторикою. Члени Радикальної партії та «Молодої Швейцарії» піддавалися нападам єзуїтів як невірні. У цьому політичному конфлікті правоконсервативна Консервативна партія, що представляла патриціат, протистояла «вільнодумному» лівому крилу Радикальної партії, попередниці сучасної Вільної демократичної партії Швейцарії. Коли радикали прийшли до влади в 1830-х роках, вони ввели обмеження проти католицької церкви в Ааргау в 1841 році. Люцерн, у відповідь на це, знову допустив єзуїтів як вчителів у кантональні школи. Спровоковані цим (питанням «єзуїтів») збройні радикали вторглися в кантон, організувавши в 1844 і 1845 роках «марші добровольців» (нім. Freischarenzüge), під керівництвом Вільгельма Снелля, майбутніх членів Федеральної ради Ульріха Оксенбайна та Якоба Штемпфлі. Серед учасників був також Готфрід Келлер, але він ніколи не брав участі в боях. Вторгнення 1845 року закінчилося катастрофою для «маршовиків», загинуло 35 осіб. Радикали знову повернулися до політичних методів, і єзуїти знову були вигнані декретом федерального Тагзатцунгу 3 вересня 1847 року (декрет був скасований лише у 1973 році).
Католицький Зондербунд 1845 року був реакцією на марші добровольців. Через порушення міжкантональних угод була зібрана конфедеративна армія. Конфедеративні сили вторглися на територію Зондербунду в листопаді 1847 року, розпочавши Зондербундську війну, яка завдяки продуманій кампанії генерала Гійома-Анрі Дюфура призвела до менш ніж ста жертв з обох сторін.
Після закінчення бойових дій католицька сторона опинилася в невигідному становищі, і була сформована федеративна Швейцарія з першою федеральною конституцією.